# Социалистическая партия — Широкий фронт Эквадора
Социалистическая партия — Широкий фронт Эквадора (исп. Partido Socialista — Frente Amplio de Ecuador) —  союзное с Эквадорской социалистической партией объединение шести других партий: Коммунистической партии Эквадора, Народного комитета, Социалистической революционной партии, Революционного движения левых христиан, Движения за единство левых и Движения за второе освобождение.
На президентских выборах 2006 года кандидатом от широкого фронта был Рафаэль Корреа, получивший большинство голосов во втором туре.
Через социалистическую партию представлен в региональном объединении политических партий — Постоянной конференции политических партий Латинской Америки (La Conferencia Permanente de Partidos Políticos de América Latina, COPPPAL).